# Madeleine Peyroux
Madeleine Peyroux (Athens, Georgia, 18 de abril de 1974) es una cantante, guitarrista y compositora estadounidense de jazz.
Está asociada profesionalmente al productor Larry Klein, con el que ha grabado sus tres últimos álbumes para el sello Rounder.
Peyroux cita como influencias a Billie Holiday, Bessie Smith, Patsy Cline, Édith Piaf, Leonard Cohen, Johnny Mercer, Charlie Chaplin, Serge Gainsbourg y Bob Dylan. Debido a su tono de voz, Peyroux es frecuentemente asociada a Billie Holiday. Otros afirman que Peyroux tiene el timbre de Billie Holiday, la vocalización de Anita O'Day y el fraseo de Bessie Smith.

## Biografía
Nació en el seno de una familia intelectual de izquierdas. Define a sus progenitores como "hippies" y "educadores excéntricos" y a su padre como "alcohólico" y "autoritario". Sus padres eran ambos profesores en la universidad de Georgia, él de teatro y ella de francés. Peyroux define la vida familiar como caótica y diferente al resto de familias normales. La música que solía sonar en casa era el jazz de Nueva Orleans, ciudad de procedencia del padre. Durante su infancia, Deirdre Peyroux enseñaría a su hija a tocar el ukelele y juntas interpretaban canciones infantiles. 
Tras unos comentarios desafortunados, Adrien Peyroux fue despedido de su puesto de trabajo y decidió emprender su sueño de ser actor, trasladando a toda la familia al sur de California y a Nueva York. Tras el fracaso de este, Deirdre Peyroux aceptaría un trabajo en un banco internacional en Nueva York. Cuando Madeleine tenía 13 años, sus padres se divorciaron y Deirdre se trasladó a París con sus dos hijos. Madeleine fue ingresada en un internado inglés a los 15 años, lugar del que se escapó para volver a París haciendo autostop. A su vuelta descubrió a los músicos callejeros del Barrio Latino de París, con los que empezaría a actuar y nunca volvería a la escuela.

## Inicios
Peyroux comenzó a cantar a los quince años, cuando descubrió músicos callejeros en el Barrio Latino de París. A los 18 años, cansada de actuar en la calle por toda Europa, se trasladó a Nueva York donde empezó a actuar en clubs. 
En 1996 dio el salto a la música como profesión, con su primer disco Dreamland. El disco consistía en versiones de clásicos del jazz y tres temas originales. Dreamland, fue recibido con buenas críticas y entusiasmo, al ver a una persona tan joven cantar a la perfección el jazz más clásico. 
En 1998, Atlantic Records quiso volver al estudio para grabar el segundo álbum pero ni Peyroux ni la compañía estaban satisfechos con el resultado y Madeleine empezó a tener problemas con su voz. Tras consultar con varios médicos, algunos le recomendaron que dejaran de cantar y otros que se sometiera a cirugía. Llegado a este punto, Peyroux desaparece del panorama musical durante 6 años. 
Lo que ocurrió durante esos años hay bastantes versiones. Peyroux ha comentado que se compró una furgoneta y que se dedicó a viajar por Estados Unidos para conocer a su extensa familia y se mantenía trabajando de camarera en bares. También comentó que buscó refugio en la lectura y en la religión. Otros afirman que volvió a actuar en las calles de París.
Lo que sí parece cierto es que en 2002 se encontraba cantando en un bar de Nueva York cuando el músico William Galison la escuchó. Este se ofreció a acompañarla con su armónica y pronto iniciarían una relación sentimental. En 2003 grabarían el disco Got You On My Mind. Ese mismo año, la discográfica Rounders ofrecería un contrato a Peyroux, en el que especificaba que no podía seguir publicando ese disco.
Esta situación desembocó en una larga y desagradable batalla legal entre Galison y Peyroux. 
En 2004 colaboraría por primera vez con el productor Larry Klein para su segundo disco, Carless Love, que se convirtió en un fenómeno de ventas al alcanzar la cifra de 1 millón de discos vendidos. En este trabajo, Peyroux versionaría fundamentalmente temas contemporáneos que llevaba magistralmente a su terreno, como "Dance Me To The End of Love", de Leonard Cohen; "You're Gonna Make Me Lonesome When You Go", de Bob Dylan o "Between the Bars", del entonces recientemente fallecido Elliott Smith.
Tras esta magnífica vuelta, grabó un tercer álbum con la misma fórmula, a los que le siguieron dos discos más en los que exploraría más en profundidad su faceta como escritora. Exceptuando Careless Love, Peyroux solía componer algún tema original y también incluía una canción en francés en cada uno de sus primeros tres discos. 

## Vida personal
Madeleine Peyroux tiene una relación difícil con la fama, lo que la ha llevado a ganarse los calificativos de artista temperamental y difícil. 
En 2005, la discográfica Universal Records, con la que trabajaba en colaboración con Rounder Records, anunció que Peyroux había desaparecido y que habían contratado un detective privado para encontrarla pues no era la primera vez que la artista desaparecía, en alusión a los ocho años de ausencia entre el primer y el segundo disco. Esto resultó ser un montaje pues responsables de la discográfica habían dejado a la artista en un aeropuerto de Londres para que cogiera un vuelo de vuelta a Nueva York. El día en que la noticia fue publicada, Peyroux estaba reunida con su mánager en Manhattan.
Peyroux tiene pánico escénico y encuentra difícil actuar en lugares grandes, llegando a amenazar con dejar la profesión si le obligan a actuar en lugares demasiado grandes.
Actualmente reside en Brooklyn, Nueva York, en el mismo edificio que la también artista de jazz, Esperanza Spalding.

## Discografía
- 1996: Dreamland (Atlantic)
- 2004: Got you on my mind (con William Galison) (Waking up)
- 2004: Careless love (Rounder)
- 2006: Half the perfect world (Rounder)
- 2009: Bare Bones (Rounder)
- 2011: Standin' On The Rooftop (Emarcy/Decca)
- 2013: The Blue Room (Emarcy/Decca)
- 2014: Keep Me in Your Heart for a While: The Best of Madeleine Peyroux (Emarcy/Decca)
- 2016: Secular Hymns (impulse!)
- 2018: Anthem (Verve)